# TV 2 (Norvegia)
TV 2 è un'emittente televisiva commerciale norvegese gestita dal TV 2 Gruppen.
Le trasmissioni iniziarono il 5 settembre 1992, mentre la versione in alta definizione è stata lanciata nel 2009.
L'emittente è stata ammessa nell'Unione europea di radiodiffusione nel 1992, ed è la principale concorrente di NRK, emittente pubblica norvegese.
La sede e gli studi televisivi si trovano a Bergen.